# New World：虛擬貨幣爭霸戰
《New World: 虛擬貨幣爭霸戰》是Netflix製作的韓國綜藝節目，由李昇基、殷志源、金希澈、曹寶兒、朴娜勑、Kai搭檔出演。節目是新概念假想模擬綜藝，講述任何人都夢想的世界—烏托邦。這裏將發生無法預測的事件。節目成員們面對著不同的生存任務、對決和反轉。6位綜藝人受邀來到實現所有人夢想生活機會的假想世界，從神秘的事情，到如同電影或童話故事的新世界。
節目由《Running Man》的曹曉震PD和朴賢淑作家打造，並在Netflix獨家上架，與全世界190多個國家的觀眾見面。

## 節目成員
| 姓名   | 姓名 | 出生日期（年齡） | 職業                                 |
| 漢字   | 韓文 | 出生日期（年齡） | 職業                                 |
| ------ | ---- | ---------------- | ------------------------------------ |
| 李昇基 |      | 1987年1月13日    | 歌手、演員、主持人                   |
| 殷志源 |      | 1978年6月8日     | 演員、歌手、男子圑體水晶男孩成員     |
| 金希澈 |      | 1983年7月10日    | 歌手、演員、主持人、Super Junior成員 |
| 曹寶兒 |      | 1991年8月22日    | 演員                                 |
| 朴娜勑 |      | 1985年10月25日   | 喜剧演员、电子音乐DJ                 |
| Kai    |      | 1994年1月14日    | 歌手、演員、男子圑體EXO成員          |

## 特別出演
- 金煥（朝鲜语：김환 (방송인)） 飾演 樂透開獎主持人（EP.1、6）
- 太恆浩 飾演 銀行分支長（EP.4-5）
- 黃帝聖 飾演 狼人（EP.6）

## 節目列表
| 集數 | 標題   | 上線日期       |
| ---- | ------ | -------------- |
| 1    | 第一集 | 2021年11月20日 |
| 2    | 第二集 | 2021年11月20日 |
| 3    | 第三集 | 2021年11月27日 |
| 4    | 第四集 | 2021年11月27日 |
| 5    | 第五集 | 2021年12月4日  |
| 6    | 第六集 | 2021年12月4日  |
| 7    | 第七集 | 2021年12月11日 |
| 8    | 第八集 | 2021年12月11日 |

## 外部連結
- 在Netflix上觀看《New World：虛擬貨幣爭霸戰》